# Кримінальний кодекс Румунії
Кримінальний кодекс Румунії (рум. Codul penal al României) — систематизований збірник кримінальних законів, що діють на території Румунії. Складається з 446 статей.

## Історія
Чинний КК Румунії замінив КК 1969 року, котрий діяв до 1 лютого 2014 року та ще у 2008 р. мав бути замінений новим КК 2004 р. Проте КК Румунії 2004 р. так ніколи й не був введений в дію. 

### 2014
Новий Кримінальний кодекс (Закон № 286/2009) набув чинності 1 лютого 2014 року разом з новим Кримінально-процесуальним кодексом. Згідно з пояснювальними записками, поданими до проєкту, нова редакція мала на меті спростити та прискорити кримінальне провадження, усунути дублювання між положеннями КК і спеціальних законів, імплементувати європейські норми в національне законодавство і забезпечити дотримання положень про права людини, що містяться в Конституції й різних міжнародних договорах, підписаних Румунією. У цьому контексті, Кодекс переосмислив поняття кримінальних правопорушень, скоригував терміни тюремного ув'язнення, змінив механізми розрахунку кримінальних штрафів, скасував тюремне ув'язнення для неповнолітніх правопорушників (замінивши його виховними заходами) і ввів нові склади злочинів проти особи, власності, правосуддя і професійної поведінки та декриміналізував проституцію.

## Зміст
КК Румунії 2009 року складається з 446 статей та містить положення про кримінальну відповідальність юридичних осіб (ст. ст. 135 – 151) та багато інших, важливих для охорони правопорядку, приписів.
КК 2014 року поділяється на Загальну та Особливу частини. Перша містить загальні положення про злочини, покарання, кримінальну відповідальність, статус неповнолітніх, заходи безпеки та давність, тоді як друга регулює окремі злочини, які згруповані у дванадцять розділів, а також додатковий розділ, що містить прикінцеві положення. Порівняно з Кодексом 1969 року, новий кодекс є довшим і містить 446 статей проти 363 статей у попередньому кодексі.